# Сухов Ігор Миколайович
Ігор Миколайович Сухов (25 листопада 1929, місто Кам'янське, тепер Дніпропетровської області — 1 грудня 2006, місто Луганськ) — український радянський діяч, генеральний директор виробничого об'єднання «Ворошиловградський тепловозобудівний завод». Депутат Верховної Ради УРСР 10—11-го скликань. Кандидат технічних наук, професор.

## Біографія
У 1948—1962 роках — слюсар-ремонтник, технік, майстер, механік, заступник начальника цеху Ждановського металургійного заводу імені Ілліча. У 1953 році закінчив Ждановський вечірній металургійний технікум Сталінської області.
Член КПРС з 1953 року.
У 1962—1968 роках — начальник цеху Ждановського заводу важкого машинобудування. Закінчив Ждановський металургійний інститут.
У 1968—1976 роках — заступник головного інженера, заступник директора Ждановського заводу важкого машинобудування.
У 1976—1987 роках — генеральний директор виробничого об'єднання «Ворошиловградський тепловозобудівний завод імені Жовтневої революції».
У 1987—2002 роках — професор кафедри технології машинобудування Східноукраїнського університету імені Даля у місті Луганську.

## Нагороди
- орден Жовтневої Революції
- орден Трудового Червоного Прапора
- орден Знак Пошани
- лауреат Державної премії СРСР
- заслужений машинобудівник Української РСР
- почесний громадянин міста Луганська (.05.1996)
- почесний громадянин Луганщини (.08.2002)
- медалі